# Indomasonaphis anaphalidis
Indomasonaphis anaphalidis är en insektsart. Indomasonaphis anaphalidis ingår i släktet Indomasonaphis och familjen långrörsbladlöss. Inga underarter finns listade i Catalogue of Life.